# Taprobana

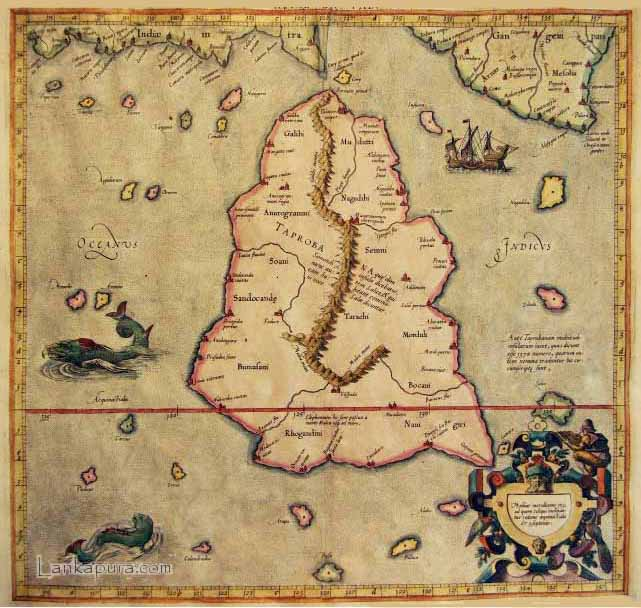
Taprobana de Ptolomeu

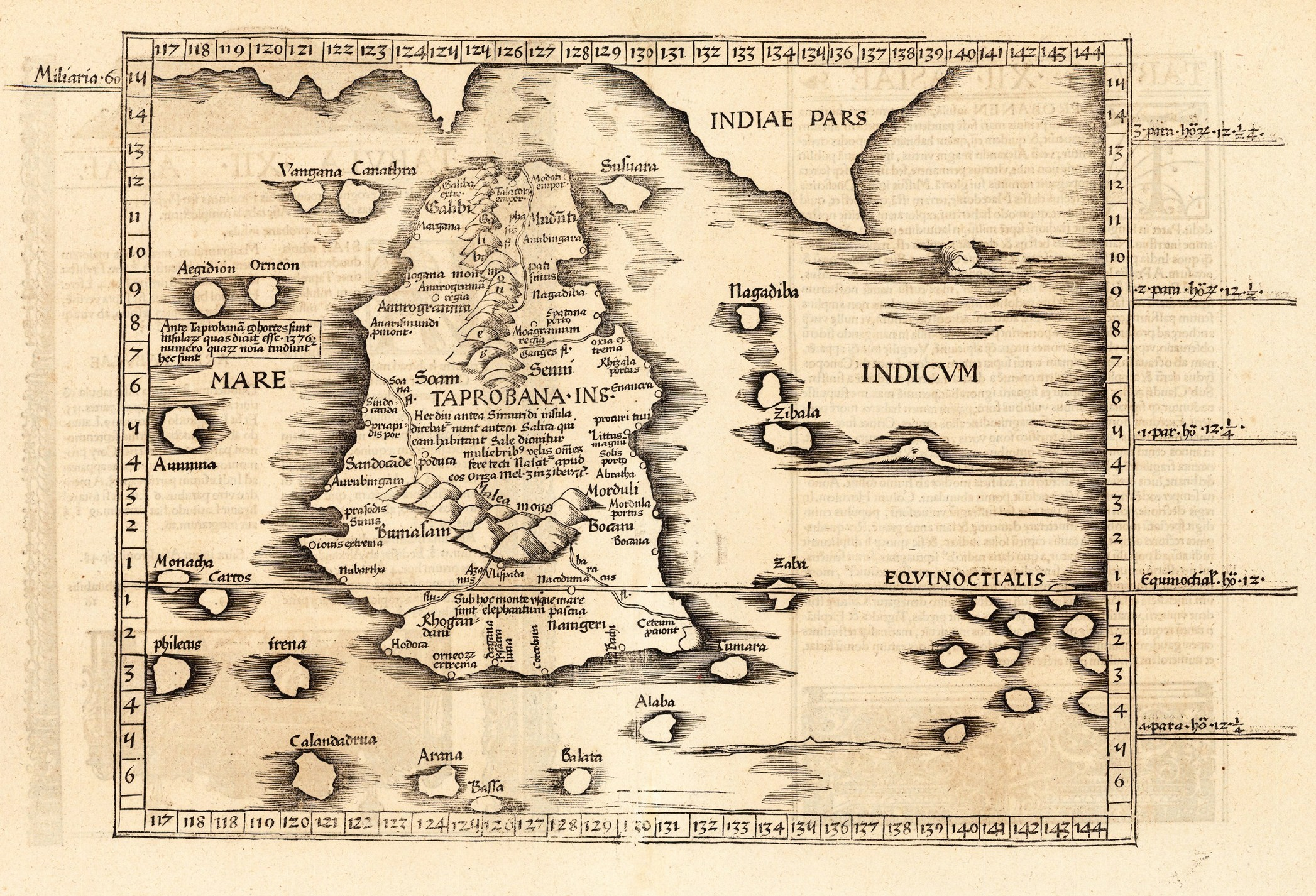
Taprobana de Ptolomeu publicada em Cosmographia Claudii Ptolomaei Alexandrini, 1535

Taprobana ( em latim: Taprobana  ; em grego clássico: Ταπροβανᾶ), Trapobana e Taprobane (Ταπροβανῆ, Ταπροβάνη ) era o nome pelo qual a ilha do Sri Lanka, no Oceano Índico, era conhecida pelos antigos gregos .
Tabrobana acredita-se ser derivado do sânscrito " Tamraparni ".  Este nome pode ser uma referência às costas "de cor cobre" do Sri Lanka e pode ter entrado no grego através dos cingaleses e/ou dos pális "Tambapanni". 

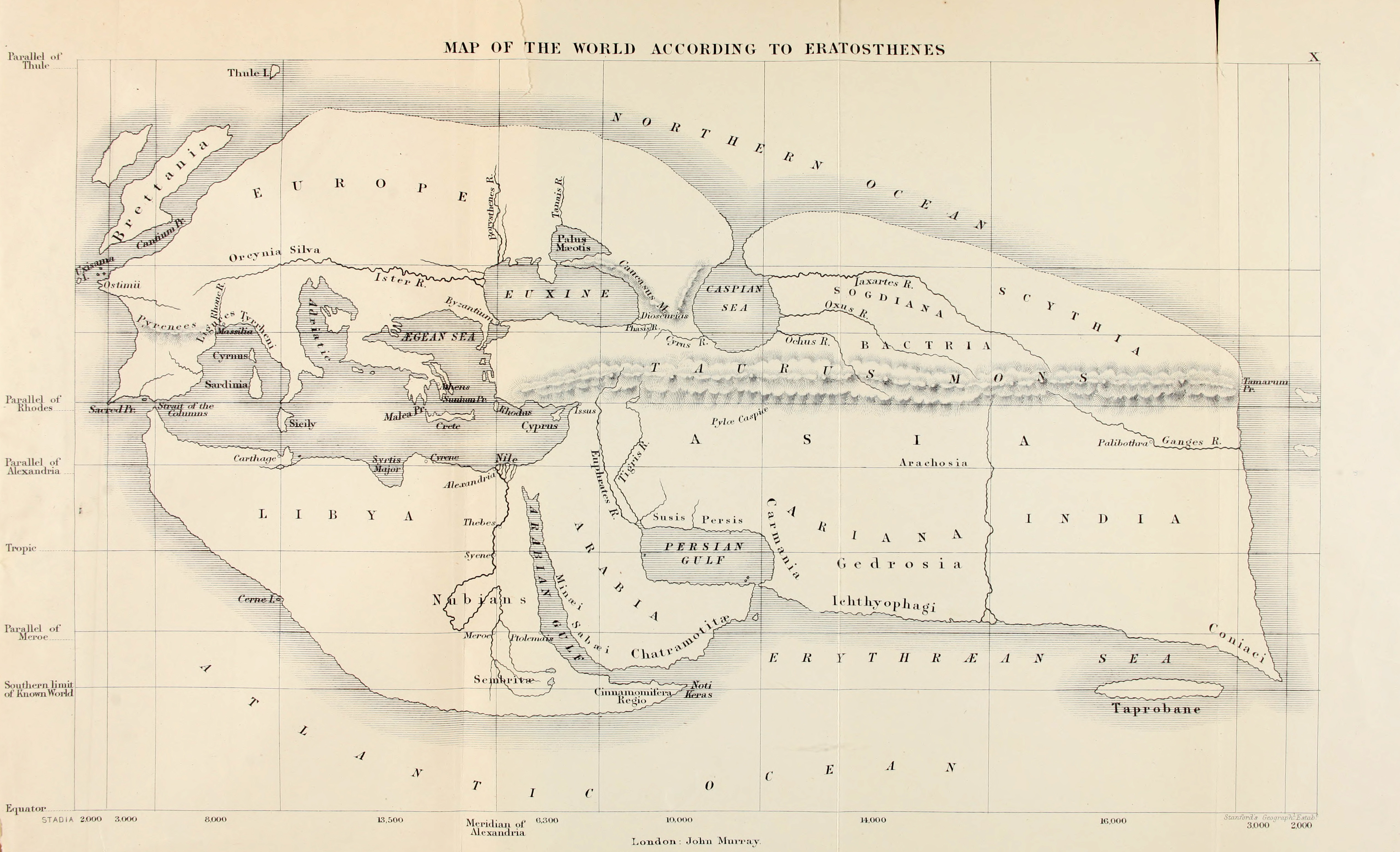
Reconstrução do século XIX do mapa de Eratóstenes do mundo conhecido (para os gregos), c. 194 BC

A Taprobana é mencionada na primeira estrofe do poema épico Português Os Lusíadas de Luís de Camões (c. 1524 – 10 de Junho de 1580).
As armas e os barões assinalados,

Que da ocidental praia Lusitana,

Por mares nunca de antes navegados,

Passaram ainda além da Taprobana,

Em perigos e guerras esforçados,

Mais do que prometia a força humana,

E entre gente remota edificaram

Novo Reino, que tanto sublimaram